# الله‌آباد (لنجان)
الله‌آباد (لنجان)، روستایی از توابع بخش مرکزی شهرستان لنجان در استان اصفهان ایران است.

## جمعیت
این روستا در دهستان اشیان قرار دارد و براساس سرشماری مرکز آمار ایران در سال ۱۳۸۵، جمعیت آن ۴۳۵ نفر (۱۰۹خانوار) بوده‌است.